# Плугатар Юрій Володимирович
Юрій Володимирович Плугатар (нар. 8 січня 1966 року, Самбір, Львівська область, Українська РСР, СРСР) — український та російський науковець, спеціаліст у галузі екології, дендрології, лісознавства та лісового господарства. Член-кореспондент РАН (2016). Автор понад 200 наукових праць, з них 19 монографій .

## Життєпис
Народився 8 січня 1966 року в Самборі Львівської області Української РСР. 1988 року Юрій Плугатар закінчив Ленінградську лісотехнічну академію імені С. М. Кірова. З 1988 по 1993 роки обіймав посаду помічника лісничого, лісничий Вишневчицького лісництва Хмельницької області. З 1993 по 2003 роки — лісничий Алуштинського лісництва. З 2003 по 2010 роки — провідний науковий співробітник, директор Кримської гірничо-лісової науково-дослідної станції ТНУ.
У 2005 році захистив кандидатську дисертацію на тему: «Стан дубових насаджень Гірського Криму та їх відновлення» (науковий керівник Олексій Поляков).
У 2010 році обійняв посаду заступника директора Нікітського ботанічного саду, а в 2014 році був призначений директором.
У 2011 році захистив докторську дисертацію, тема: «Екологічні засади збалансованого використання ресурсів лісових екосистем Криму» (науковий консультант Орест Фурдичко).
У 2016 році Юрій Плугатар обраний членом-кореспондентом РАН. З листопада 2017 року — член Ради при Президентові Російської Федерації з науки та освіти

.

## Нагороди
- Медаль ордену «За заслуги перед Вітчизною» ІІ ступеня (2022)[4]
- Заслужений діяч науки та техніки Республіки Крим (2015)
- Лауреат премії Автономної Республіки Крим за 2012 рік (разом з Орестом Фурдичком) — за монографію «Екологічні засади збалансованого використання лісів Криму»[5]